# 59 Возничего
59 Возничего (лат. 59 Aurigae) — тройная звезда в созвездии Возничего на расстоянии приблизительно 483 световых лет (около 148 парсеков) от Солнца. Возраст звезды оценивается как около 700 млн лет.

## Характеристики
Первый компонент — OX Возничего (лат. OX Aurigae, HD 50018) — жёлто-белая пульсирующая переменная звезда типа Дельты Щита (DSCT) спектрального класса F2IV или F2V. Видимая звёздная величина звезды — от +6,14m до +5,94m. Масса — около 2,49 солнечных, радиус — около 5,73 солнечных, светимость — около 63,868 солнечных. Эффективная температура — около 6815 К.
Второй компонент (TYC 2942-2009-1) — жёлтый карлик спектрального класса G5Vn:. Видимая звёздная величина звезды — +9,5m. Радиус — около 1,33 солнечного, светимость — около 1,43 солнечной. Эффективная температура — около 5472 К. Удалён на 22,3 угловых секунд.
Третий компонент удалён от второго компонента на 25,8 угловых секунд. Видимая звёздная величина звезды — +12,8m.